# Допустиме керування
Допусти́ме керува́ння — значення дії керування або керівного параметра, що перебуває в межах деяких обмежень, обумовлених конкретними особливостями керованого об'єкта. Фізичні значення або походження цих обмежень може бути різноманітним (конструктивні обмеження, експлуатаційні). Наприклад, одним з параметрів управління рухом автомобіля, є кут повороту керма. Конструктивні особливості автомобіля такі, що на цей параметр накладені обмеженням вигляду {\displaystyle \!\alpha \leq u\leq \beta }, де {\displaystyle \!\alpha }
і {\displaystyle \!\beta } характеризують два крайні положення керма. Експлуатаційними обмеженнями для автомобіля є, наприклад, температура води або оливи в двигуні, яка не повинна підійматися вище певного рівня. У разі керованого об'єкта, що містить декілька керівних параметрів {\displaystyle \!u_{1},\,\ldots ,\,u_{r}}, вважають, що конструкцією об'єкта в умовами експлуатації в просторі змінних {\displaystyle \!u_{1},\,\ldots ,\,u_{r}} задано деяка множина {\displaystyle \!U}. Керівні параметри в кожний момент часу повинні приймати тільки такі значення, щоб точка {\displaystyle \!u=\left(u_{1},\,\ldots ,\,u_{r}\right)} належала множині {\displaystyle \!U}. Множину {\displaystyle \!U} називають областю керування. У найпростішому випадку керувальні параметри можуть незалежно один від одного змінюватися в деяких межах: {\displaystyle \!\alpha _{i}\leq u\leq \beta _{i},\,i=1,\,2,\,\,\ldots ,\,r} При цьому ці нерівності визначають область керування у вигляді r-мірного паралелепіпеда. В загальному випадку через конструкцію об'єкта між керувальними параметрами {\displaystyle \!u_{1},\,\ldots ,\,u_{r}} можуть існувати зв'язки, що виражаються, наприклад рівняннями вигляду {\displaystyle \!\phi _{p}\left(u_{1},\,\ldots ,\,u_{r}\right)=0,\,\,\,\left(p=1,\,\ldots ,\,m;\,\,p<r\right)}, або нерівностями {\displaystyle \!\psi _{q}\left(u_{1},\,\ldots ,\,u_{r}\right)\leq 0,\,\,\,\left(q=1,\,\ldots ,\,k\right)}. При цьому область керування може мати геометрично складніший характер. Так, наприклад, якщо параметри {\displaystyle \!u_{1}} і {\displaystyle \!u_{2}} зв'язані співвідношенням {\displaystyle \!\left(u_{1}\right)^{2}+\left(u_{2}\right)^{2}-1\leq 0}, то область керування є колом. Для застосувань особливо важливий випадок замкнутої області керування, тобто випадок, коли точка {\displaystyle \!u} може знаходитися усередині множини {\displaystyle \!U} або на його межі. При визначенні допустимого керування враховують також характер зміни керування у часі {\displaystyle \!u(t)}. При цьому розглядають керування як у вигляді безперервних, так і кусково-неперервних функцій часу. Припущення про шматково-безперервні керування обумовлено тим, що оптимальні керування у багатьох випадках виявляються розривними. Це вимагає стрибкоподібної, миттєвої зміни керувальних параметрів, що, як правило, не суперечить фізичним властивостям керованого об'єкта. Для математичного опису об'єкта керування необхідно задати не тільки його математичну модель, але і допустимого керування.